# Begur
Begur este o localitate în Spania în comunitatea Catalonia în provincia Girona. În 2005 avea o populație de 3.986 locuitori.

Municipiu Begur

1. ↑  Nomenclátor Geográfico de Municipios y Entidades de Población (20240402 edition)
2. ↑   https://www.radiocapital.cat/maite-selva-sempre-per-begur-i-esclanya-es-proclamada-alcaldessa-de-begur-amb-un-pacte-de-govern-amb-mes-begur-i-esclanya/ Lipsește sau este vid: |title= (ajutor)
3. 1 2   http://www.idescat.cat/pub/?id=aec&n=925&t=2016 Lipsește sau este vid: |title= (ajutor)